# Гак
Гак или ноћна чапља (или још квак, квакавац, радован, црвеноока вештичија птица), (лат. Nycticorax nycticorax) врста је птице из породице чапљи, мада се по неким ауторима сврстава у сродну породицу . Други аутори је у оквиру породице чапљи сврставају у потпородицу . У Србији је строго заштићена врста.

## Опис
Прилично се разликује од осталих чапљи. Ноге су јој краће, а и врат је кратак и дебео. Глава јој је црна са два одстојећа бела пера у време парења, а црни су јој и леђа, крила и кљун. Врат и труп су бели. Величине је до 60 cm.

## Понашање
За разлику од других чапљи, у лов излази у сумрак, па отуда и назив. Међутим, када се излегу млади, родитељи лове рибу и дању како би прехранили подмладак. Ово је птица селица која се са југа враћа у марту и гради гнездо на дрвећу које и не мора да буде у близини воде. Почетком маја женка снесе 4-5 јаја плавозелене боје.
 То су дружељубиве птице које воле друштво чак и других чапљи.

## Ареал и станиште
Живи поред река већег дела Европе. Веома је честа врста чапље у тој области. У Србији, гак је строго заштићен.

## Галерија
- Гак са уловом
- N. n. hoactli, Тобаго
- N. n. nycticorax, Колката, Западни Бенгал
- Млади примерак N. n. nycticorax, Колката, Западни Бенгал, Индија
- Тајпеј, Тајван
- Храњење
- Младунче у лету, Сан Рафаел, Калифорнија